# دیوید ویلیام پری
دیوید ویلیام پری (متولد ۲۵ اوت ۱۹۵۸) کشیش، شاعر، نویسنده، مقاله‌نویس، سخنگو تد اکس (TEDx) و دراماتورژ است. او به خاطر نوشتن دو مجموعه شعر، رستگاری کالیبان (۲۰۰۴) و دستور زبان جادوگری (۲۰۰۹)، و همچنین مجموعه ای از مقالات، کوه آتوس درون من: مقاله‌های پیرامون دین، سویدنبرگ و هنر (۲۰۱۹) معروف شده‌است. بسیاری از آثار او این ایده را مورد بررسی قرار می‌دهند که زیبایی پلی برای تنزیه است. در طول زندگی حرفه ای خود، پری حامی حقوق ال‌جی‌بی‌تی، صلح جویی و آزادیخواهی بوده‌است.

## اوایل زندگی

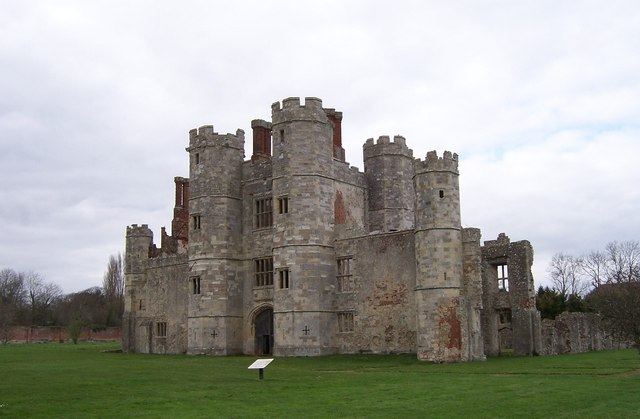
یک خانه طراحی شده توسط دیوید ویلیام پری

پاری، متولد ۲۵ اوت ۱۹۵۸، در پورتسموث اولین فرزند یک تلگرافچی، جوآن مارگارت «گیبس» کاونی و ویلیام «بیل» پری هست. او در خیابان بلک بروک (Blackbrook) در شهر فارهام، انگلیس زندگی می‌کرد و در مدارس نانیگتون (Nonigton) و میل اند هاوس (Mile End House) در پورتسموث تحصیل می‌کرده. او خیلی زود اعتقاد به سیستم آموزش را از دست داد، وقتی که معلمان مدرسه ادعاهای کل کلاس دربارهٔ یک «یوفو» در آسمان را نادیده گرفتند. بعد از این واقعه وی تبدیل به یک مکتب گریز شد. در دوران کودکی او به خواندن اشعار رومی در تیچفیلد (Titchfield) ابی، بازی در باغچه خانه مادربزرگش، دیدار عمه در کریسمس و مشاهده پدر کریسمس و هدایای فصلی در نیمه شب علاقه شدیدی داشت. در میان اجداد پری سر هوبرت پری می‌باشد، که یک آهنگساز انگلیسی و معلم رالف وان ویلیامز در زمان پیش می‌بود.
در دوران نوجوانی، پری با انسان‌شناس انگلیسی و مجری کانال ۴ ریچارد رودجلی دوست نزدیک شد. اولین کار وی در مزرعه به عنوان کارگر مزرعه بود. پس از آن، وی در پایگاه نیروی دریایی کالینگوود (Collingwood) و سنتوریان (Centurion) پستچی و باغبان زمینی شد. در همین حال، مهچنین، او به عنوان یک تقدیر کننده از هنر و صنایع دستی سنتی اغلب به رویدادها سراسر فارهام دعوت می‌شد. در سال ۱۹۷۸، پری یک هفته را در بنیاد فیندهورن (Findhorn Foundation) گذراند و در آنجا با پایه‌گذار این بنیاد، آیلین کدی، و معلم ساحره خود، جسی تامپسون، آشنا شد.
او بعداً در اوایل دهه ۱۹۸۰ به لندن نقل مکان کرد و کار خود را در ثبت نام کمیسیون جوامع دوستانه و انجمن‌های ساختمان سازی دپارتمان وزارت خزانه علیاحضرت در خیابان بزرگ مارلبور (Great Marlborough) آغاز کرد. وی تحصیلات خود را در دانشگاه کینگز لندن به اتمام رساند و در آنجا لیسانس تحصیلات دینیشناسی گرفت. او بعداً مدرک فوق لیسانس در دین را در کالج هایتروپ، دانشگاه لندن دریافت کرد.

## حرفه

### دین و غیبت
فعالیت دینی پری در کلیسای جامعه متروپلیتَن (Metropolitan Community Church) بالهام، لندن در سال ۱۹۸۷ آغاز شد. بهر حال، زیرا وی از تعداد درگذشتگان از اچ‌آی‌وی یا ایدز نتوانست بهبود یابد، در سال ۱۹۹۱ از این کلیسا خارج شد و در سال ۱۹۹۸ به یونیتارینیسم در سراسر لندن جنوبی و منطقه جنوب شرقی بدل شود. پس از آن، پری از سال ۱۹۹۸ تا ۲۰۰۰ کاهِن کلیسای کنگره‌گرایان کودالدیل و ایبنیزر (Coverdale and Ebenezer Congregationalist Church) در لندن بود. فعالیت‌های وی در این کلیسا «رادیکال و جذاب» توصیف می‌شد، و جماعات پر بسته را به خود جلب می‌کرد.
با این حال، برای ادامه جستجوی خود پیرامون روشنگری معنوی در خارج از دین‌های ابراهیمی، او درگیر پگانیسم مدرن از طریق سخنرانی، آداب و رسوم عمومی، مدیتیشن‌های هدایت شونده، و فعالیت‌های زیست‌محیطی شد. وی در حین تعدادی از رویدادها از جمله در کتابفروشی تردول (Treadwell)، کتابفروشی آتلانتیس، مرکز هنری دانشگاه آبریستویث، رستوران چز کریستف (Chez Kristof)، میخانه دوریو (The Devereux)، خانه پوشکین و هاید پارک لندن سخنگویی کرد. علاوه بر این، به عنوان بخشی از آلتینگ (Allthing)، شرکت جدید وی پس از بسته شدن شرکت قبلی خود گرانتلرز (Gruntlers)،پری در سال ۲۰۱۲ رویداد لندن تینگ را در انستیتوی داوران مجاز (Chartered Institute of Arbitrators) تشکیل داد. این یک گردهمایی بین‌المللی بود و از سخنگویان قابل توجهی از سراسر جهان دعوت کرد، از جمله دیوید بث (آلمان)، ریچارد رودجلی (کانادا)، فریا آسوین (دانمارک)، آنماری جانسن، ولادیمیر ویدمن (استونی) و رالف هریسون. در سال ۲۰۱۳، وی در بیرکبک، دانشگاه لندن در کنار دکتر مینا کویویونیمی، به‌طور مشترک با دانشگاه هلسینکی و دپارتمان فلسفه بیرکبک یک کنفرانس برگزار کرد. در اکتبر سال ۲۰۱۴، پری یکی از اعضای هیئت مدیره برای موسسه فرانسیس حاتچیسون با عنوان "دین - نکته اش چیست؟" در مجلس اعیان بریتانیا به میزبانی لرد لیر مشارکت کرد. با این حال، پری پس از کشیش و اسقف منصوب شدن در ایتالیا به توسط اسقف لوکا ساتوری، به مسیحیت بازگشت. دو سال بعد، بعلاوه، وی به عنوان کشیش و اسقف در کلیسای مقدس قدیم آنطاکیه توسط پاتریارک پل د بارتون شناخته شد. امروزه، او کشیش مستقلی در سالن سنت والنتاین، یک کلیسا از قسمتی از کلیسای جامعه متروپولیتن، توسط وی در حال ظهور می‌باشد. در این ظرفیت، همچنین، وی بازشدن پنج کلیسا در آفریقا (کنیا و نیجریه) را تشویق کرده‌است.

### نویسندگی
پری نویسنده سه کتاب است. اولین کتاب او با نام رستگاری کالیبان (Caliban's Redemption)، منتشر سال ۲۰۰۴، مجموعه ای از اشعار شگفتانگیز در مورد خود دیگر پری، کالیبان، از نمایشنامه ویلیام شکسپیر، طوفان، و همچنین افکار وی در رابطه با جنسیت، انزوا و شکسپیر می‌باشد. لحظه به لحظه با ضبط اشعار متافیزیکی کالیبان، پری آرام آرام خود را به عنوان یک زندانی مایل در جزیره جادویی خشونت و تمایل مقابله می‌کند. او ادعا می‌کند که نه براونینگ و نه نیچه به‌طور کامل اخلاق رستگاری را درک کرده‌اند، و این را تنها می‌توان در خودخواهی غیرمستقیم یافت. این کتاب در حال حاضر در حال مذاکره به عنوان یک نمایش تئاتری، با تهیه و کارگردانی ویکتور سبچاک در سال ۲۰۲۱ می‌باشد.
در مرحله بعد، پری کتاب دستور زبان جادوگری (Grammar of Witchcraft) را در سال ۲۰۰۹ منتشر کرد. این مجموعه ای از مینی ساگاها و اشعار راجع به سفر نهایی کالیبان، از دلخوشی‌های یک عروسی لزبین در لیورپول تا تمام راه بازگشت به یک شهر غیر موجود در لندن را، روایت می‌کند. به خودی خود، پری هدف خود را برطرف کردن تضادهای موجود بین سطوح مختلف آگاهی در خود، به ویژه بین واقعیت، حالت رؤیایی و آگاهی بالاتر بود. پس از آن، سناریوهای غیر منطقی از جریان سیال ذهن پدیدار می‌شوند که در آن مناظر سردرگم کننده تئاتری به‌طور فعال با عقاید جادوگری آنگلوساکسون، سنت گرایی رادیکال و فقدان صداقت مردم انگلیس مقابله می‌کنند. هر تجزیه و تحلیل اشاره به کهن‌الگوهای یونگی می‌کنند که دنبال یک کهن‌الگوی خیرخواهانه نهایی می‌باشد.
کتاب سوم پری با نام کوه آتوس درون من: مقاله‌های پیرامون دین، سویدنبرگ و هنر (Mount Athos Inside Me: Essays on Religion, Swedenborg, and Arts)، منتشر سال ۲۰۱۹، مجموعه ای از مقالات است که پس از دعوت وی توسط ولادیمیر ویدمن برای حضور به عنوان سخنران در سه کنفرانس بین‌المللی «کوه آتوس میراث معنوی و فرهنگی بی نظیر بشریت» در زالتسبورگ (۲۰۱۱)، وایمار (۲۰۱۲) و بلگراد (۲۰۱۳) ظاهر شد. این سه کنفرانس توسط مجمع عمومی جهانی تحت حمایت «گفتگوی تمدنها» برگزار شد. این کتاب شامل هشت مقاله یا «مشکلات» است و خواننده را در سفری به کوه مقدس آتوس، یک سنگر مقدس ارتدوکس مسیحی قرار می‌دهد. او نمادگرایی کوه‌ها را در بستر وسیع تر حِکمَتِ خالِده بررسی می‌کند و آنها را به عنوان نمادی از صعود معنوی به الهی پیگیری می‌کند. او به طیف گسترده‌ای از موضوعات، از جمله امانوئل سویدنبرگ، کوئیکرها، پگانیسم اروپایی، ادبیات، تئاتر، تاریخ و هنر پرداخته‌است. دکتر برنارد هوز، مدرس برجسته در الهیات اخلاقی (کالج هیتروپ)، پیشگفتار این کتاب را در سال ۲۰۱۲ نوشت.
پری در طول حرفه نویسندگی خود مقاله‌ها، شعرها، قطعه‌های طنز، وبلاگ‌ها، مصاحبه‌ها، و مقالات خبری را در مجلات متعددی از جمله روابط بین‌الملل الکترونیکی (E-International Relations)، انجمن آذربایجان اروپا (TEAS)، یونگ کلاب لندن، مجله الدی (The Oldier)، دنیای روانی (Psychic World)، از طریق جنگل (Through the Woods)، مجله باز آسیای مرکزی (Open Central Asia Magazine) منتشر کرده‌است. به عنوان یک ویرایشگر گاه به گاه، او همچنین مقدمات کتابهایی از سوی تعدادی از نویسندگان برجسته آسیای میانه نوشته‌است.
پری به دلیل استفاده متمایز از اشعار نثر به عنوان یک سبک نگارش در کلیت آثار خود مورد توجه قرار گرفته‌است.

### تئاتر
پری در سال ۲۰۰۸ شرکت خود، گروه هنری گرانتلرز (Gruntlers' Arts Group)، رابه عنوان گروهی متشکل از «تصویرگرایان» تأسیس کرد و غالباً رویدادهای هنری و فرهنگی را در کافه شعر در کاونت گاردن و روسکی میر (Russkie Mir) در بلومزبری، لندن، برگزار می‌کرد. گرانتلرز نمایش‌های تئاتر، سالن‌های ادبی، افتتاح کتاب و کاباره را به سبک کاباره ولتر به نمایش می‌گذاشت. این رویدادها معمولاً تحت عنوان «گوتیک»، «سورئال»، «شعر سرمازدگی» یا «هنر عالی در دسترس شده» قرار می‌گرفتند. از روزهای آغازین فعالیت خود، گرانتلرز بهدنبال جشن گرفتن خلاقیت از کشورهای دیگر برای مخاطبان انگلیسی زبان بود. در این رابطه، در سال ۲۰۱۰، پری توسط انجمن اروپایی آذربایجان (TEAS)، انجمن کاسپین-خزاری و سفارت جمهوری آذربایجان در لندن حمایت مالی شد تا مخاطبان انگلیسی را (از طریق خواندن فیلم نامه با لباس‌های پوشیده شده) به کارهای میرزا فتحعلی آخوندزاده، به ویژه حکایت مسیو ژوردان، حکیم نباتات و درویش مُستعلیشاه مشهور به جادوگر معرفی کرد. پری این تولید را «تاریخ ساز» و همچنین «ادامه ای به شکسپیر» توصیف کرد. علاوه بر این، وی به شخصیت‌های زن قوی و همچنین خطاهای متقابل فرهنگی بین آذربایجان و جهان غرب شامل در این داستان اشاره کرد. پس از آن، در همان سال، وی در طی یک رویداد چندرسانه ای، شاعر آذربایجانی، عمادالدین نسیمی را در خانه پوشکین لندن به جهان انگلیسی زبان معرفی کرد. با این حال، اولین تولید بزرگ تئاتری پری، در سال ۲۰۱۱، به عنوان کارگردان و تهیه‌کننده، نمایشنامه دادائیستاستاد الچین افندی اف،شکسپیر: یک کمدی در ده صحنه جدی و غم‌انگیز در بیمارستان اسب بود. گرانتلرز در سال ۲۰۱۲ به پایان رسید.
با این وجود، پس از موفقیت شکسپیر: یک کمدی در ده صحنه جدی و غم‌انگیز، پری از سوی افندی اف بار دیگر دعوت شد تا نمایشنامه «شهروندان جهنم»، درباره رفتار طاغوت استالین نسبت به جمهوری آذربایجان، را کارگردانی کند. با این وجود، اندکی بعد، نقش پری به عنوان کارگردان به نیک پلاس منتقل شد. پز از ان، او به عنوان تهیه‌کننده ارشد برای بقیه این تولید نامیده شد. به گفته پلاس، دید پری در مورد این قطعه در طول نمایش حفظ شد. شهروندان جهنمدر ژوئیه ۲۰۱۳ در تئاتر تکنیس کامدن در صحنه ظاهر شد.
پس از آن، به عنوان بخشی از گروه تئاتر نوظهور خود، پری در سال ۲۰۱۴، هنرهای الاهی-انسانیراتأسیس کرد و سه سال دیگر را صرف کارگردانی و همچنین تولید نمایش‌های تئاتری مجازی و خصوصی در کنار هماهنگی سالن‌های هنری در مکان‌های مختلف، برای مثال سالن مرکز ولز لندن، راهروهای ملکه الیزابت هال و کلیسای قدیس پِطرُس در کلاپام. در سال ۲۰۱۴، طی مدت کوتاهی، پری برای ایستگاه تلویزیونی اینترنتی دیوید آیک، "هنر در صدای مردم"، کارگردانی شعر آنگلو ساکسون،یک سریال مجازی ۱۰ قسمتی، با هنرپیشگی اندرو ری را اجرا کرد. در همان سال، پری توسط لرد لیرد و دکتر راجر پرنتیس دعوت شد تا نمایشنامه کوتاه خود، یک روز در نور، در مورد زندگی و کار انسان دوستانه آلبرت شوایتزر،را به نمایش برای مخاطبان خصوصی در انجام مجلس اعیان بعد از سخنرانی توسط پزشکان بدون مرز بگزارد. این نمایشنامه به دلیل قاعده چاتم هاوس امکان فیلمبرداری یا تبلیغات را نداشت. در سال بعد، پری یک مینی نمایشی ۱۳ دقیقه‌ای با نام خوشبختی سرنوشت، در مورد مرگ، زندگی و لحظات در برزخ رئیس‌جمهور پیشین آذربایجان، حیدر علی اف را نویسندگی و کارگردانی کرد.
در سال ۲۰۱۶، پری به توسط روزنامه‌نگار، پولس ویلسون، خواسته شد تا نمایشنامه شکسپیر در امشب، به نویسندگی ویلسون و همچون کمدین و نویسنده استرالیایی، تیم فرگوسن، را کارگردانی و تهیه کنندگی کند. این نمایش استقبال کامل تماشاگران را در کمدن فرینج (در تئاتر و تکنیس) و ادینبرا فرینج (بهشت در سبزی) پذیرفت. علاوه بر این، وی به عنوان مدیر خلاق نمایشنامه انگلیسی و روسی سینسیناتوسبر اساس رمان ولادیمیر نابوکوف،دعوت به یک سرزنی، نامیده شد. پری در سال ۲۰۱۶ شرکت هنرهای الاهی-انسانیرا خاتمه داد.
گذشته از این، پری در چندین نمایشنامه، مانند حاتم‌خان آقا در گیاه‌شناس مسیو جردن و جادوگر-درویش مستعلی شاه، آلفرد هیچکاک در ادای دین به هیچکاک(۲۰۱۶)، و ژنرال ایولگین در اقتباس ابله به توسط ویکتور سابچک (۲۰۱۷) هنرپیشگی کرده‌است. در مستندی پادشاهی کالیبان(۲۰۰۹)، که حول زندگی اش می‌چرخد، پری به عنوان خودش نگش عیفا کرد، و در سال ۲۰۱۲، او در یک قسمت ویژه کریسمس در هیم اند هر("فصل ۳") "مرد برهنه" بود.

### پادکست
به عنوان یک شاخه ای از هنرهای الاهی-انسانی، پری در سال ۲۰۱۴ یک برنامه پادکست هفتگی به نام مذاکره تی اچ ایبا مشترکیت پاول اوبرتلی را ایجاد کرد تا یک سکو برای تشویق «اندیشه‌های آزاد و ذهن‌های باز» فراهم کند. به عنوان یک موفقیت سریع، این نمایش از تأثیرگذاران بین‌المللی از جمله فریا اسوین، پروفسور ریموند تالیس، ریچارد رودجلی، سیروس یاونه (هالیوود)، سلوی فانار (بازیگر)، جی پی سیرز و اسپشال هد دعوت نمود. در سال ۲۰۱۸، با این حال، پری نقش خود را به عنوان یک مجری همیشگی متوقف کرد، بااینکه وی اغلب به عنوان یک مهمان ظاهر شده‌است.
در دسامبر سال ۲۰۱۹، پری در یکی از نمایش‌های لئو لیون زاگامی، پیو (The Pew)، در کنار روزنان بار، لاول جوزف گالین و جان بارنول به عنوان پانلیست ظاهر شد. این نمایش گاهی از کانال یوتیوب روزنان بار پخش می‌شد. پیو پس از ۱۳ قسمت به پایان رسید.
امروزه، پری یک سخنران همواره در سرویس معنوی صبح یکشنبه‌های آلن کاکس در رادیو پارا مانیا است. وی همچنین به عنوان سخنران مهمان در مکالمات تد اکس لمبث فراتر از متضاد (TEDxLambeth Conversations Beyond Antinomies)، رادیو فرکانس حقیقت (Truth Frequency Radio)، رادیو پارانرمال خالص (The Pure Paranomal Radio Show)، فایل‌های ای دی اکس (ADX-Files)، ایان بایت رادیو گناستیک (Aeon Byte Gnostic Radio)، پارانورمال مفهوم (Paranormal Concept).

### سیاست
پری یک آزادیخواه مادام العمر و همچنین عضو و مسئول مطبوعاتی سابق حزب لیبرتاریان (انگلیس) است. وی در سال ۲۰۱۵ باشگاه افراطی گرا را با جیز ترنر در میخانه قهوه قدیمی در سوهو، لندن، تشکیل شد، تا راهی برای جمع‌آوری افراد با استعداد عالی برای بحث در مورد سیاست در سنت لیبرالیسم کلاسیک تشکیل دهد. سخنرانان برجسته شامل نویسنده و عضو پارلمان مجلسی قزاقستان، مختار شاخان اف، نویسنده آنتونی پیک، فعال حقوق بشر، سوندوس ساقی، نیکوکار جیلیان هاسلام، و اندرو ویترز از حزب لیبرتاریان (انگلیس) بود.
برخی از خبرنگاران، مانند بنیادگرایاندر انگلستان ایندی مدیا،دایره انصوز،و امیدواری نه متنفر، پری را به دروغگویی متهم به عنوان یک نئو فاشیست و «علم غیب برجسته راستگرای سیاسی» متهم شده‌است.این اتهامات هرگز اثبات نشده‌است.
پری به‌طور خلاصه در سال ۲۰۱۸ افسر فرهنگی حزب سوسیالیست مادری جزایر بریتانیا بود.

### آسیای مرکزی
در سال ۲۰۱۳، پری در مورد رفتار آژانس مرزی انگلیس با شاعر متولد روسیه به نام الکس گالپر (که زیر آلن گینزبرگ تحصیل کرده بود) توسط گاردین مصاحبه شد. گالپر برای شرکت در یک رویداد شعر خوانی در لندن از پری دعوت شد. با این حال، این تجمعی اتفاق نیفتاد زیرا گالپر به دلیل درگیری با مسدود صادر ویزای انگلیس در آن زمان بازداشت و تبعید شد. پری گفت: «من هنوز از عصبانیت جنبش می‌کنم. من می‌خواستم شاعران بیتنیک را با هم جمع کنم و علاقه زیادی بین مردم وجود داشت. سپس الکس از فرودگاه با من تماس گرفت و بیان نامفهومی در مورد اتفاق‌هایی که به او افتاده بود را اشاره کرد».
پری در سال ۲۰۱۲ به عنوان اولین رئیس انجمن خلاقیت اوراسیا (ای سی جی یا Eurasian Creative Guild)، یک سازمان غیرانتفاعی برای ایجاد شبکه‌ها و تضمین تعامل واقعی بین هنرمندان در سراسر آسیای میانه و اروپا شد. در این ظرفیت، او جلسات ای سی جی و همچنین جلسات اوراسیا آزاد و انجمن کتاب آسیای میانه و جشنواره ادبیات را برگزار کرد. این اتفاقات شامل راه اندازی کتاب، کنسرت، شعر خوانی، نمایشگاه عکس، میز گرد، تور، مسابقات، و سخنرانی دربارهٔ خلاقیت از سراسر اوراسیا، در کنار مارات آخمدژانوف، نایب رئیس این شرکت، بود. پری به رسمیت شناختن آثار خود به عنوان شاعر و دراماتورژ، اغلب به کشورهای آسیای میانه از جمله قزاقستان و قرقیزستان دعوت می‌شد. به خصوص، وی در سال ۲۰۱۶، نسخه جدید کتاب خود «دستور زبان جادوگر» در کتابخانه ملی قزاقستان، دانشگاه آمریکای آسیای مرکزی در بیشکک، دانشگاه ایالتی اوش در اوش، و همچنین نور-سلطان دعوت شد. وی در هنگام مصاحبه با سرویس جهانی بی‌بی‌سی در قرقیزستان اظهار داشت: «تجارت مداوم در صنعت کتاب، فرهنگ خواندن مردم را کاملاً کشته‌اس». پری پس از کناره‌گیری از عنوان نقش، در سال ۲۰۱۵ عضو هیئت مشورتی ای سی جی شد.
به عنوان یک مجری، پری با مؤسسه یونس امره (لندن) سریال دیدار با نویسندگان را در سال ۲۰۱۸ تشکیل داد. سخنرانان شامل جاناتان وود، نیجل همفری، مایکل دانته، الکساندر بارون، دانیل هادی ایراندوست، جیلیان هاسلام و سونیا پولتون بودند.
او به عنوان یک ویراستار ادبی گاه به گاه، کتابهای نثر و همچنین اشعار روسی را ویرایش کرده‌است، از جمله ترجمه ویرا ریچ از شاعران بلاروس (مانند یانکا کوپالا، یاکوب کولاس، ماکسیم باگدانوویچ)، راژان بورکیتباوا-نوکنوا، لندر مامبتوا، کانیبک ایمانالیو، زاور هاسانو و هرولد برگر در میان دیگران.

## موضوع های کلیدی
محور اصلی آثار پری این ایده است که زیبایی سازی پلی برای تنزیه است. به عنوان یک سورئالیست، نگرش کلی مذهبی او نسبت به زندگی، شکل بیان مفهوم گرایی در هنرها را پذیرفته است. پری معتقد است که مفهوم گرایی یک روش اصلی است که به موجب آن یک هنرمند باید به معنای یک قطعه هنری توجه کند.
کار او در تئاتر هم از نظر عملی و هم از لحاظ تئوری به سمت تئاتر مقدس کشیده شده است، اصطلاحی که وی بیان کردن اهمیت جستجوی مقدس را در تئاتر نشان داده است. تأثیرات اصلی وی در این زمینه تئاتر شقاوتآنتونن آراتوو تئاتر مجلسیآگوست استریندبرگاست.
پری تحت تأثیر نویسندگان طیف وسیعی از رشته های کلامی، ادبیات و فلسفه از جمله کی یرکگور، هگل، شوپنهاور، شلایرماخر، و گوتهاست.
پری به دلیل استفاده متمایز از نثر شعری به عنوان یک سبک نگارش در کلیت آثار خود مورد توجه قرار گرفته است.

## انتقادات
مجله لندن خاطر نشان کرد که اولین کتاب پری "واقعاً شگفت انگیز و جذاب" است. یکی از منتقدان این مجموعه را "پر از سنگهای قیمتی برای کسانی که معده برای استخراج دارند" توصیف کرده است. به عنوان مثال، برنارد هوز گفت: "خواندن سریع کتاب می تواند به راحتی باعث شود که این نکته از دست داد، عمدتاً به این دلیل که پری به ویژه در توصیف های حاشیه ای زندگی مهارت دارد".
کتاب دوم پری با نام"دستور زبان سحر" نیز با انتشار مشابهی به چاپ رسید. آین سینکلراظهار داشت که این کتاب "یک استعاره تحریک آمیز" بود. نیل واتسون این مجموعه را "یک بررسی منحصر به فرد پدیدارشناختی از جادوگران با تصاویر خیالی و فانتازماگوریکه تجربیات عادی به روشی منحصر به فرد و فراموش نشدنی را برتری یافت" تصور کرد. یوهان آلستاد خاطرنشان کرد: تنوع عالی بستر در این اثر در تقاطع آثار های عرفانی است. ردیابی را می توان به یونگ و سایر استادان نشان داد که اهمیت و اهمیت آن را نشان می دهند".
رمان نویسtransgender انگلیسی ، ژان وینچستر گفت: Mount Athos Inside Me" کتابی برجسته برای گرامی داشتن" است ، و اینکه "هم از نظر عمق و هم از لحاظ محتوا شگفت آور است". دکتر راجر پرنتیس گفت: "آمیزه ای مشتاقانه و درهم تنیده از بحث کوه آتوس در یک مجموعه گسترده از ادبیات با تاریخ گسترده و با تأملات کلامی و شخصی در مورد زندگی ، مذاهب و فلسفه ، خواننده ای قانع کننده می بخشد". همچنین ، شیگ صفاروف خاطرنشان کرد: "دیوید پری برای بیان عظمت موضوع خود ، تصویری پیچیده را در بر می گیرد که شامل اساطیر ، فلکات و فلسفه است ، ضمن آنکه به سیاست های قدرتمند پیرامون این گنجینه خلاقیت بیزانس توجه می کند". پدر دکتر رابرت مک تیگیSJ پاری را "مردی با فوران فوق العاده و حساسیت هنری" توصیف می کند. مجله دیجیتال ، پری را "مردی با استعداد" خواند.

## آثار منتخب

### مقاله و شعر
- "کانال سازی فردا" (دنیای روانیماه مه ۲۰۰۷)
- "نشانه های روح" (دنیای روانیاکتبر ۲۰۰۷)
- "هنر و ریسزارف گانکارز" (دنیای روانیژوئن۲۰۰۷)
- "گفتگو با مردگان پاگان" (دنیای روانیمارس۲۰۰۷)
- "کالیبان در شبدر" (از طریق جنگل۲۰۰۸)
- "احیای بلیک" ( از طریق وودز۲۰۰۸)
- "زائر" ( از طریق وودز۲۰۰۸)
- "کسی انجا وجود دارد؟" ( دنیای روانی ژانویه۲۰۰۹)
- "مقدمه" از تئوری هرمیازدواجگلوین (۲۰۰۹)
- "مقاله مقدماتی" به گیاه شناس مسیو جردن و جادوگر-درویش مستعلی شاهمیرزا فتحعلی آخوندوف (۲۰۱۰)
- "مقدمه ای از دود و آینه ها" به دیوانه مورد علاقه من و سایر نمایش هاالچین (۲۰۱۲)
- "کسب قوز در یوروویژن" (TEAS ۲۰۱۲)
- "متمپسیسوز(دنیای روانیژانویه ۲۰۱۳)
- "هاتنیسم و سنت عدم انکار" ( ملی-آنارشیسم: روش شناسی و کاربرد۲۰۱۳)
- "مقدمه" برای مرد کوههازور حسنف (۲۰۱۴)
- "شجاعت برای بودن" (نورسکک ۲۰۱۵)
- "مقدمه" به وطن من، اوه کریمه منلندر مامبتووا (۲۰۱۵)
- "پیشگفتار" به گوته و ابایهولولد برگر (۲۰۱۵)
- "انجام گنوسیس: چند مورد تحقیق و تفحص" (خبرنامه کلاب سی جی یونگ لندن۲۰۱۵)
- "مقدمه" برای مرد کوهستانزور حسنف (۲۰۱۵)
- "کلمات، تنگری‌باوری، و ویتگنشتاین: یک تأمل شخصی" ( مجله باز آسیای میانهبهار۲۰۱۴)
- "مقدمه" به سایه بارانروژان بورکیتبایوا-نوکنوا (۲۰۱۶)
- "مقدمه" برای مادر بزرگ آسیاناتالیا خارلامپیوا (۲۰۱۶)
- "کلمه کلیدی" به درب هایاز والهالا: تفسیری باطنی اسطوره نورسوینسنت اونگووجیجوجو (۲۰۱۶)
- "مصاحبه ای با تهیه کننده هالیوود سیروس ایوانه" ( مجله باز آسیای میانه ۲۰۱۶)
- "مصاحبه" (روابط بین‌الملل الکترونیکی۲۰۱۸)
- "پیشگفتار" از کانیبک ایمانالیف( The Kagnate) (۲۰۱۹)
- "یک کلمه تأمل برانگیز" به زندگی یک پخش کننده روانیآلن کاکس (۲۰۱۹)
- "سیاست، شعر و ازرا پوند" (روابط بین‌الملل الکترونیکی۲۰۱۹)
- "هامپشایر مقدس" (اولدی۲۰۲۰)
- "پنج قدم برای یک هنرمند مفهومی جوانه زن" (تد اکس لامبث ۲۰۲۰)

### تئاتر
- شاه(مرکزمدارس آموزشی هنری لندن(آوریل۲۰۱۰)
- شکسپیر: یک کمدی در ده صحنه جدی و غم انگیز(بیمارستان اسب۲۰۱۱)
- شهروندان جهنم(مدیر و تهیه کننده ۲۰۱۳)
- شعرهای آنگلو ساکسون توسط اندرو ری(هنر در صدای مردم ۲۰۱۴)
- یک روز در نور(اجرا در مجلس لردها۲۰۱۴)
- خوشبختی سرنوشت(مینی درام ۲۰۱۵)
- ادای دین به هیچکاکتوسط نیک پلاس (بازیگر نقش آلفرد هیچکاک۲۰۱۶)
- شکسپیر در امشب(کمدن فرینجو ادینبرا فرینج ۲۰۱۶)
- سینسیناتوس(مدیر خلاق ۲۰۱۶)
- ابلهویکتور سابچک(بازیگر نقش ژنرال ایولگین ۲۰۱۷)

### انجمن های علمی
- مهمان خوانی تئوسوفی، تکلس پارک، تحویل ۵مقاله در مورد "مسیحیت عرفانی (۱۹۹۶)
- کنفرانس بین‌المللی تئاتر در باکو به عنوان مدرس (۲۰۱۰)
- "معرفی عمادالدین نسیمی" در خانه پوشکین (هماهنگ کننده۲۰۱۰)
- اولین کنفرانس بین‌المللی مقدس آتوس در سالزبورگ به عنوان مدرس (۲۰۱۱)
- "در ردپا های اودین" در خانه پوشکین به عنوان مدرس (۲۰۱۲)
- دومین کنفرانس بین‌المللی مقدس آتوس در ویمار به عنون مدرس (۲۰۱۲)
- "چیز لندن" (مربی و مدرس اکتبر ۲۰۱۲)
- سومین کنفرانس بین‌المللی مقدس آتوس در بلگراد (مدرس ۲۰۱۳)
- جستجو قلب (تنظیم کننده و مدرس ۲۰۱۳)
- مجمع بین‌المللی بشردوستانه بین‌المللی باکو (عضو هیئت مباحثه ۲۰۱۳)
- "دین - نکته چیست؟" در مجلس لردها (عضو هیئت مباحثه ۲۰۱۴)
- سومین جشنواره ادبیات و کنفرانس کتابهای آسیای میانه در آلماتی، قزاقستان(تعلیل کننده و عضو هیئت مباحثه سال ۲۰۱۴)
- پاراکون در داربی(عضو هیئت مباحثه ۲۰۱۴)
- سیق پاراکن در قلعه واریک(مدرس۲۰۱۷)
- تد اکس لمبث: متضاد ها! در انجمن سلطنتی هنرها(سخنگو ۲۰۱۹)

### مستند و تلویزیون
- پادشاهی کالیبان(به عنوان خود ۲۰۰۹)
- هیم اند هر(مرد برهنه ۲۰۱۲)